# Zdravljica
Zdravljica (« Le Toast ») est l’hymne national de la Slovénie, tiré d’un poème du même nom écrit par France Prešeren en 1844 et modifié en 1846. La mélodie est composée, en 1905, par le compositeur slovène Stanko Premrl (en). Prešeren a contribué à influencer considérablement la langue slovène en lui offrant un fondement littéraire. En outre, il est présenté comme l’un des meilleurs interprètes du romantisme de la Slovénie. Le poème a la particularité de comporter huit strophes en forme de verre de vin. Le poème reçu le label du patrimoine européen par la Commission européenne en mars 2020.
Le message du poème surpasse le nationalisme, tout particulièrement dans la septième strophe, qui est d'ailleurs la seule à être chantée dans l'hymne national, quand il culmine dans la louange des valeurs de paix, de tolérance et de coopération entre les nations. Zdravljica est un hymne plus optimiste que les autres hymnes européens. En effet, l'hymne, inspiré par les idées de la Révolution française, est, comme son nom l'indique, un toast évoquant l'aspiration à la liberté, tant d'un point de vue individuel que national et international.
La septième strophe et la mélodie sont devenues officiellement l'hymne national du pays le 27 septembre 1989, en remplacement de Naprej zastava slave, depuis 1918.

## Paroles

### Paroles officielles
| Paroles en slovène | Version française, | |
| --- | --- | --- |
| \| Latin slovène \| Cyrillique slovène \| Transcription API \| \| -------------------------------------------------------------------------------------------------------------------------------------------------------------------------------------------------------------------------- \| ------------------------------------------------------------------------------------------------------------------------------------------------------------------------------------------------------------------------- \| --------------------------------------------------------------------------------------------------------------------------------------------------------------------------------------------------------------------------------------------------------------------------- \| \| Žive naj vsi narodi Ki hrepene dočakat' dan, Da koder sonce hodi Prepir iz sveta bo pregnan. Da rojak Prost bo vsak, Ne vrag, le sosed bo mejak! Da rojak Prost bo vsak, Ne vrag, le sosed bo… Ne vrag, le sosed bo mejak! \| Живе нај вси народи Ки хрепене дочакат дан, Да кодер сонце ходи Препир из света бо прегнан. Да ројак Прост бо всак, Не враг, ле сосед бо мејак! Да ројак Прост бо всак, Не враг, ле сосед бо… Не враг, ле сосед бо мејак! \| [ʒi.ʋe naj ʍs̪i nàː.ɾo.d̪i] [ki xɾɛ.pɛ.ne d̪ɔ.t͡ʃàː.kad̪‿d̪áːn] [d̪á kòː.d̪əɾ s̪óːn̪.t̪͡s̪ɛ xo.d̪i] [pɾɛ.piɾ is̪ s̪ʋe.t̪a bóː pɾɛg.nàn] [d̪á ɾɔ.jàk] [pɾɔ́z̪d̪‿bóː ʍs̪àk] [nɛ́ ʋɾàk lɛ́ s̪ɔ̀ː.s̪ɛd̪‿bóː mɛ.jàːk] [dá ɾɔ.jàk] [pɾɔ́z̪d̪‿bóː ʍs̪àk] [nɛ́ ʋɾàk lɛ́ s̪ɔ̀ː.s̪ɛd̪‿bóː] [nɛ́ ʋɾàg‿lɛ́ s̪ɔ̀ː.s̪ɛd̪‿bóː mɛ.jàːk] \| | Vivent tous les peuples Qui aspirent à voir le jour, Où le soleil dansant sa ronde N'éclairera que de l'amour. Où tout citoyen Sera libre enfin, En paix avec tous ses voisins ! Où tout citoyen Sera libre enfin, En paix avec tous ses … En paix avec tous ses voisins ! | |
| Latin slovène | Cyrillique slovène | Transcription API |
| Žive naj vsi narodi Ki hrepene dočakat' dan, Da koder sonce hodi Prepir iz sveta bo pregnan. Da rojak Prost bo vsak, Ne vrag, le sosed bo mejak! Da rojak Prost bo vsak, Ne vrag, le sosed bo… Ne vrag, le sosed bo mejak! | Живе нај вси народи Ки хрепене дочакат дан, Да кодер сонце ходи Препир из света бо прегнан. Да ројак Прост бо всак, Не враг, ле сосед бо мејак! Да ројак Прост бо всак, Не враг, ле сосед бо… Не враг, ле сосед бо мејак!                                                  | [ʒi.ʋe naj ʍs̪i nàː.ɾo.d̪i] [ki xɾɛ.pɛ.ne d̪ɔ.t͡ʃàː.kad̪‿d̪áːn] [d̪á kòː.d̪əɾ s̪óːn̪.t̪͡s̪ɛ xo.d̪i] [pɾɛ.piɾ is̪ s̪ʋe.t̪a bóː pɾɛg.nàn] [d̪á ɾɔ.jàk] [pɾɔ́z̪d̪‿bóː ʍs̪àk] [nɛ́ ʋɾàk lɛ́ s̪ɔ̀ː.s̪ɛd̪‿bóː mɛ.jàːk] [dá ɾɔ.jàk] [pɾɔ́z̪d̪‿bóː ʍs̪àk] [nɛ́ ʋɾàk lɛ́ s̪ɔ̀ː.s̪ɛd̪‿bóː] [nɛ́ ʋɾàg‿lɛ́ s̪ɔ̀ː.s̪ɛd̪‿bóː mɛ.jàːk] |

### Traductions
Il y a eu de nombreuses traductions adoptées de l'hymne national slovène. Il a été traduit en français,, anglais, italien, espagnol, portugais, allemand, russe,,, ukrainien,, hongrois et espéranto.

### Poème en entier
Le poème original de France Prešeren s'inspire des idéaux de la devise Liberté, égalité, fraternité. Il a été écrit en 1844 sous le nom de Zdravica, et quelques années plus tard, le poème a été publié mais avec quelques modifications du texte. C'était pendant la révolution de mars dans l'empire autrichien, alors que les citoyens réclamaient une Slovénie unie, avec laquelle le poète lui-même était d'accord. Seul le septième couplet a été choisi pour faire partie de l'hymne national.
| Paroles en slovène | Traduction en français |
| --- | --- |
| Spet trte so rodile, prijat'lji, vince nam sladkó, ki nam oživlja žile, srcé razjasni in okó, ki utopi vse skrbi, v potrtih prsih up budi. Komu narpred veselo zdravljico, bratje! č'mo zapet? Bog našo nam deželo, Bog živi ves slovenski svet, brate vse, kar nas je sinov sloveče matere! V sovražnike 'z oblakov rodu naj naš'ga trešči grom; prost, ko je bil očakov, naprej naj bo Slovencov dom; naj zdrobé njih roké si spone, ki jih še težé! Edinost, sreča, sprava k nam naj nazaj se vrnejo; otrók, kar ima Slava, vsi naj si v róke sežejo, de oblast in z njo čast, ko pred, spet naša boste last! Bog živi vas Slovenke, prelepe, žlahtne rožice, ni take je mladenke, ko naše je krvi deklé; naj sinóv zarod nov iz vas bo strah sovražnikov! Mladen'či, zdaj se pije zdravljica vaša, vi naš up; ljubezni domačije noben naj vam ne vsmrti strup; ker zdaj vas kakor nas jo srčno branit' kliče čas! Živé naj vsi narodi, ki hrepené dočakat' dan, da, koder sonce hodi, prepir iz sveta bo pregnan, da rojak prost bo vsak, ne vrag, le sosed bo mejak! Nazadnje še, prijat'lji, kozarec zase vzdignimo, ki smo zato se zbrat'li, ker dobro v srcu mislimo. Dokaj dni naj živi Bog, kar nas dobrih je ljudi! | Amis, les vignes ont fait renaître Pour nous ce vin capiteux, Qui sait mettre le sang en fête, Éclairer le cœur et les yeux, Qui efface Les menaces Et rend l'espoir aux âmes lasses ! Ce toast joyeux, inaugural, À qui le porterons-nous, frères ? Buvons à notre douce terre ! Que Dieu protège de tout mal Nos semblables Innombrables, Fils d'une mère mémorable ! Que la foudre tombe des cieux Sur tous ceux qui nous portent haine ; Comme aux âges de nos aïeux, Libre soit le pays slovène ; Que chacun De ses mains Aide à briser les derniers liens ! Que parmi nous reviennent Unité, concorde et joie ; Que les enfants de Slava Tous par la main se prennent, Pour que le pouvoir, L'honneur et la gloire Retrouvent place en notre avoir. Dieu vous garde, vous Slovènes, Noble fleurettes très belles ; Il n'y a pas de fille telle Que de notre sang la fille ; Que vos fils, Nouvelle lignée, Soient la terreur des ennemis ! À présent, jeunes gens, trinquons À votre santé, vous notre espoir ; Qu'aucun poison en vous ne tue L'amour de la patrie ; Car après nous Le temps vous Appellera à la défendre vaillamment. Vivent tous les peuples Qui aspirent à voir le jour, Où, là où le soleil suit son cours, La querelle du monde sera bannie, Où tout citoyen sera libre enfin, Et pas un ennemi, mais le frontalier sera voisin ! Pour conclure, mes amis chers, À nous-mêmes levons nos verres, Nous, les cœurs purs aux pensées claires, Qui sommes devenus frères. Que nous soient données Longue vie, santé, Hommes de bonne volonté ! (Traduction : Viktor Jesenik et Mark Alyn) |